# NHL Entry Draft 2013

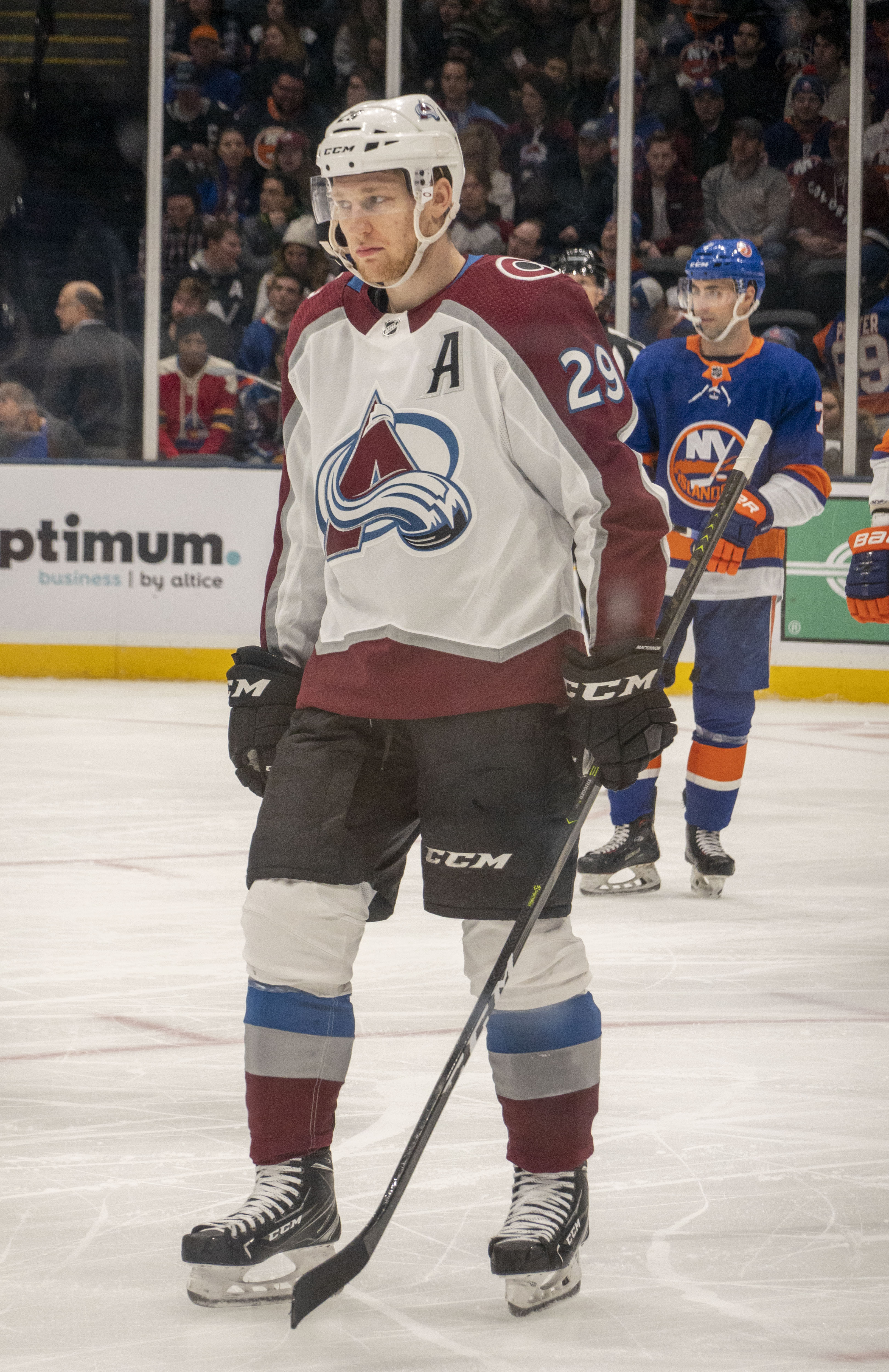
Nathan MacKinnon valdes av Colorado Avalanche som förste spelare totalt.

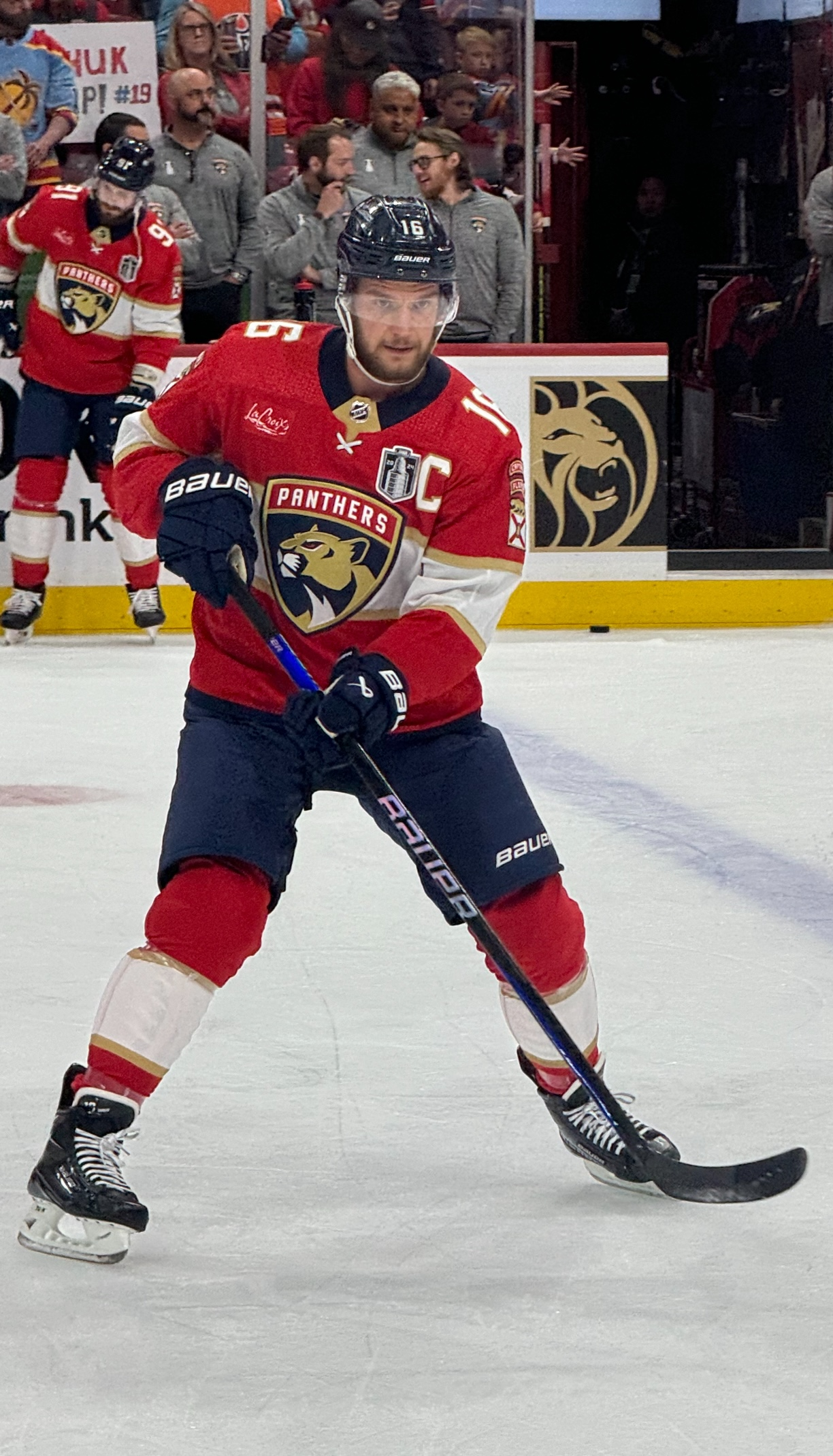
Aleksandr Barkov, Jr. valdes av Florida Panthers som andre spelare totalt.

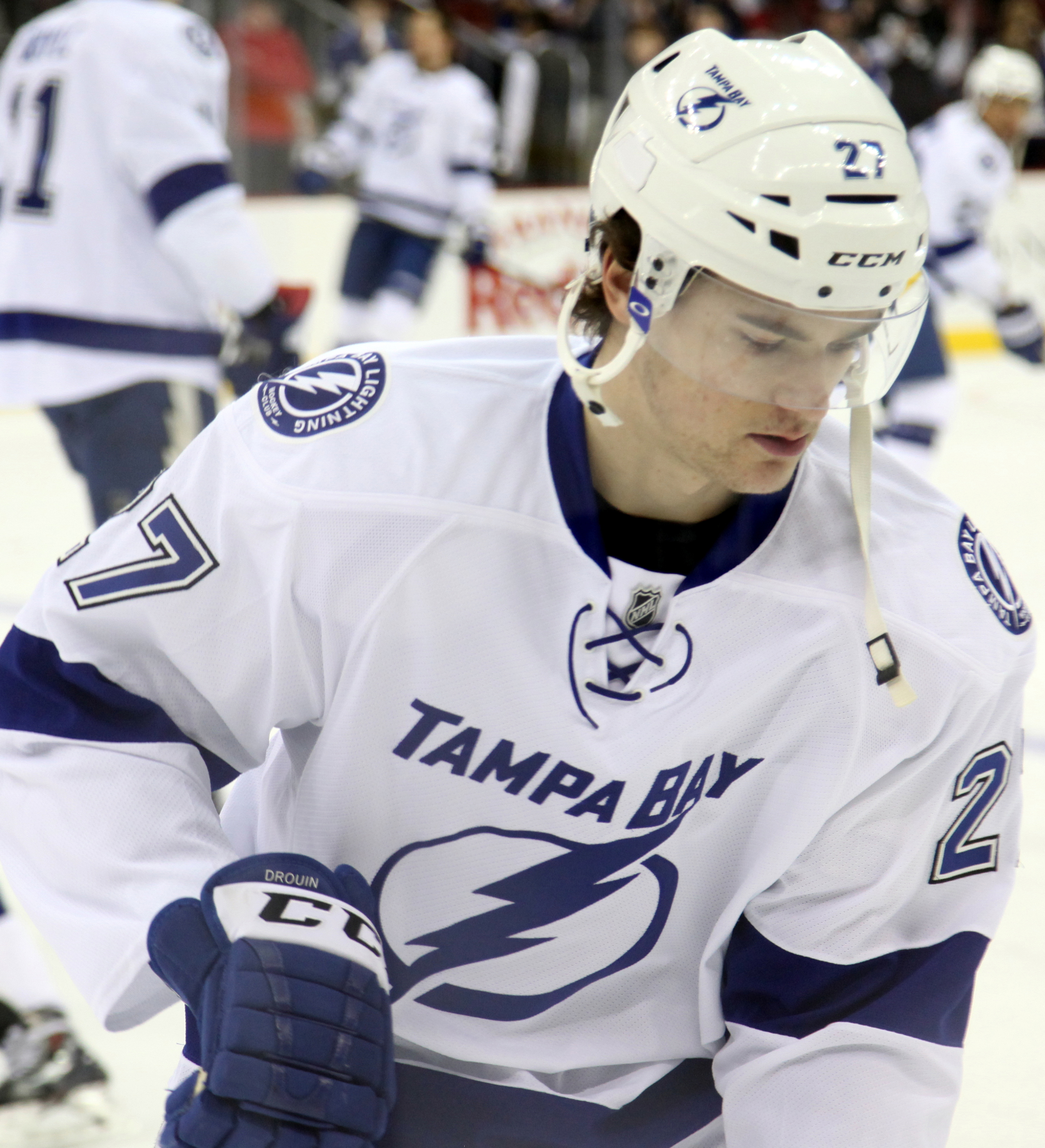
Jonathan Drouin valdes av Tampa Bay Lightning som tredje spelare totalt.

NHL Entry Draft 2013 var den 51:a NHL-draften och hölls den 30 juni 2013 i Prudential Center i Newark, New Jersey. Forwarden Nathan MacKinnon från Halifax Mooseheads valdes som nummer ett av Colorado Avalanche.

## Spelare som var berättigade till att bli draftade
- Spelare som är födda mellan 1 januari 1993 och 15 september 1995 var berättigade till att bli draftade i detta års NHL Entry Draft.[5]
- Spelare som är födda 1992 men som inte är tidigare draftade och har medborgarskap i ett land utanför Nordamerika, var också berättigade att bli draftade i årets NHL Entry Draft.[5]
- Spelare som är födda efter 30 juni 1993 och blev draftade i NHL Entry Draft 2011, men blev aldrig kontrakterade av sina draftade NHL–organisationer kunde bli åter draftade i årets NHL Entry Draft.[5]

## Rankning inför draften

### Mittsäsongsrankingen
Den 16 januari 2013 presenterade NHL:s scoutorgan Central Scouting Bureau sin mittsäsongsranking för de spelare som rankades högst att gå i draften i juni.
Spelarna är placerade efter var de spelade under säsongen 2012–2013.
| Nr | Nordamerikanska utespelare  | Europeiska utespelare     |
| -- | --------------------------- | ------------------------- |
| 1  | Seth Jones (B)              | Aleksandr Barkov, Jr. (C) |
| 2  | Nathan MacKinnon (C)        | Elias Lindholm (C)        |
| 3  | Jonathan Drouin (VF)        | Rasmus Ristolainen (B)    |
| 4  | Sean Monahan (C)            | Valerij Nitjusjkin (HF)   |
| 5  | Hunter Shinkaruk (VF/C)     | André Burakovsky (VF)     |
| 6  | Ryan Pulock (B)             | Jacob de la Rose (C)      |
| 7  | Frédérik Gauthier (C/HF/VF) | Robert Hägg (B)           |
| 8  | Valentin Zykov (VF)         | Alexander Wennberg (C/VF) |
| 9  | Darnell Nurse (B)           | Artturi Lehkonen (VF)     |
| 10 | Anthony Mantha (HF/VF)      | Marko Daňo (C)            |

| Nr | Nordamerikanska målvakter | Europeiska målvakter |
| -- | ------------------------- | -------------------- |
| 1  | Zach Fucale               | Juuse Saros          |
| 2  | Eric Comrie               | Ebbe Siönäs          |
| 3  | Tristan Jarry             | Marcus Högberg       |

### Slutlig ranking
Slutlig ranking av NHL:s scoutorgan Central Scouting Bureau per 24 april 2013.
Spelarna är placerade efter var de spelade under säsongen 2012–2013.
| Nr |   | Nordamerikanska utespelare  |   | Europeiska utespelare     |
| -- | - | --------------------------- | - | ------------------------- |
| 1  | ▬ | Seth Jones (B)              | ▬ | Aleksandr Barkov, Jr. (C) |
| 2  | ▬ | Nathan MacKinnon (C)        | ▲ | Valerij Nitjusjkin (HF)   |
| 3  | ▬ | Jonathan Drouin (VF)        | ▼ | Elias Lindholm (C)        |
| 4  | ▲ | Darnell Nurse (B)           | ▼ | Rasmus Ristolainen (B)    |
| 5  | ▼ | Sean Monahan (C)            | ▲ | Alexander Wennberg (C/VF) |
| 6  | ▼ | Hunter Shinkaruk (VF/C)     | ▼ | André Burakovsky (VF)     |
| 7  | ▲ | Valentin Zykov (VF)         | ▼ | Jacob de la Rose (C)      |
| 8  | ▼ | Frédérik Gauthier (C/HF/VF) | ▼ | Robert Hägg (B)           |
| 9  | ▲ | Mirco Müller (B)            | ▬ | Artturi Lehkonen (VF)     |
| 10 | ▬ | Anthony Mantha (HF/VF)      | ▲ | Pavel Tjnevitj (VF)       |

| Nr |   | Nordamerikanska målvakter |   | Europeiska målvakter |
| -- | - | ------------------------- | - | -------------------- |
| 1  | ▬ | Zach Fucale               | ▬ | Juuse Saros          |
| 2  | ▬ | Eric Comrie               | ▬ | Ebbe Siönäs          |
| 3  | ▬ | Tristan Jarry             | ▲ | Luka Gračnar         |

## Draftval

### Första valet
Colorado Avalanche vann draftlotteriet och fick välja först av alla 30 lag medan Florida Panthers och Tampa Bay Lightning lottades till att välja som andra– respektive tredje lag. Seth Jones, Nathan MacKinnon, Jonathan Drouin och Aleksandr Barkov, Jr. var de som har hade mest rubriker runt sig inför draften. NHL:s scoutorgan Central Scouting Bureau hade Jones först i den officiella rankingen men Avalanche hade gått ut i media flertal gånger om att de kommer välja istället en forward och MacKinnon:s namn hade återkommit flera gånger från personer med höga chefsbefattningar inom NHL–organisationen. Avalanche gjorde som de sa i media och valde MacKinnon som första spelare i draften.

### Första rundan
Källa: 
| Nr | Spelare                     | Nationalitet | NHL–organisation                     | College–/Junior–/Klubblag                  |
| -- | --------------------------- | ------------ | ------------------------------------ | ------------------------------------------ |
| 1  | Nathan MacKinnon (C)        | Kanada       | Colorado Avalanche                   | Halifax Mooseheads (LHJMQ)                 |
|    |                             |              |                                      |                                            |
| 2  | Aleksandr Barkov, Jr. (C)   | Finland      | Florida Panthers                     | Tappara (Liiga)                            |
| 3  | Jonathan Drouin (VF/C)      | Kanada       | Tampa Bay Lightning                  | Halifax Mooseheads (LHJMQ)                 |
| 4  | Seth Jones (B)              | USA          | Nashville Predators                  | Portland Winterhawks (WHL)                 |
| 5  | Elias Lindholm (C/HF)       | Sverige      | Carolina Hurricanes                  | Brynäs IF (SHL)                            |
| 6  | Sean Monahan (C)            | Kanada       | Calgary Flames                       | Ottawa 67's (OHL)                          |
| 7  | Darnell Nurse (B)           | Kanada       | Edmonton Oilers                      | Sault Ste. Marie Greyhounds (OHL)          |
| 8  | Rasmus Ristolainen (B)      | Finland      | Buffalo Sabres                       | HC TPS (Liiga)                             |
| 9  | Bo Horvat (C/VF)            | Kanada       | Vancouver Canucks (från Devils)      | London Knights (OHL)                       |
| 10 | Valerij Nitjusjkin (VF/HF)  | Ryssland     | Dallas Stars                         | Traktor Tjeljabinsk/HK Dynamo Moskva (KHL) |
| 11 | Samuel Morin (B)            | Kanada       | Philadelphia Flyers                  | Océanic de Rimouski (LHJMQ)                |
| 12 | Max Domi (C/VF)             | Kanada       | Phoenix Coyotes                      | London Knights (OHL)                       |
| 13 | Josh Morrissey (B)          | Kanada       | Winnipeg Jets                        | Prince Albert Raiders (WHL)                |
| 14 | Alexander Wennberg (C/VF)   | Sverige      | Columbus Blue Jackets                | Djurgården Hockey (HA)/Frölunda HC (SHL)   |
| 15 | Ryan Pulock (B)             | Kanada       | New York Islanders                   | Brandon Wheat Kings (WHL)                  |
| 16 | Nikita Zadorov (B)          | Ryssland     | Buffalo Sabres (från Wild)           | London Knights (OHL)                       |
| 17 | Curtis Lazar (C)            | Kanada       | Ottawa Senators                      | Edmonton Oil Kings (WHL)                   |
| 18 | Mirco Müller (B)            | Schweiz      | San Jose Sharks (från Red Wings)     | Everett Silvertips (WHL)                   |
| 19 | Kerby Rychel (VF)           | Kanada       | Columbus Blue Jackets (från Rangers) | Windsor Spitfires (OHL)                    |
| 20 | Anthony Mantha (HF/VF)      | Kanada       | Detroit Red Wings (från Sharks)      | Val-d'Or Foreurs (LHJMQ)                   |
| 21 | Frédérik Gauthier (C/HF/VF) | Kanada       | Toronto Maple Leafs                  | Océanic de Rimouski (LHJMQ)                |
| 22 | Émile Poirier (VF)          | Kanada       | Calgary Flames (från Blues)          | Olympiques de Gatineau (LHJMQ)             |
| 23 | André Burakovsky (VF/HF)    | Sverige      | Washington Capitals                  | Malmö Redhawks (HA)                        |
| 24 | Hunter Shinkaruk (VF/C)     | Kanada       | Vancouver Canucks                    | Medicine Hat Tigers (WHL)                  |
| 25 | Michael McCarron (HF)       | USA          | Montreal Canadiens                   | Team USA (USHL)                            |
| 26 | Shea Théodore (B)           | Kanada       | Anaheim Ducks                        | Seattle Thunderbirds (WHL)                 |
| 27 | Marko Daňo (C/HF)           | Slovakien    | Columbus Blue Jackets (från Kings)   | HC Slovan Bratislava (KHL)                 |
| 28 | Morgan Klimchuk (VF)        | Kanada       | Calgary Flames (från Penguins)       | Regina Pats (WHL)                          |
| 29 | Jason Dickinson (C/VF)      | Kanada       | Dallas Stars (från Bruins)           | Guelph Storm (OHL)                         |
| 30 | Ryan Hartman (HF)           | USA          | Chicago Blackhawks                   | Plymouth Whalers (OHL)                     |

### Andra rundan
Källa: 
| Nr | Spelare                      | Nationalitet | NHL–organisation                                 | College–/Junior–/Klubblag               |
| -- | ---------------------------- | ------------ | ------------------------------------------------ | --------------------------------------- |
| 31 | Ian McCoshen (B)             | USA          | Florida Panthers                                 | Waterloo Blackhawks (USHL)              |
| 32 | Chris Bigras (B)             | Kanada       | Colorado Avalanche                               | Owen Sound Attack (OHL)                 |
| 33 | Adam Erne (VF)               | USA          | Tampa Bay Lightning                              | Remparts de Québec (LHJMQ)              |
| 34 | Jacob de la Rose (VF)        | Sverige      | Montreal Canadiens (från Predators)              | Leksands IF (SHL)                       |
| 35 | J.T. Compher (VF)            | USA          | Buffalo Sabres (från Hurricanes)                 | Michigan Wolverines (NCAA)              |
| 36 | Zach Fucale (MV)             | Kanada       | Montreal Canadiens (från Flames)                 | Halifax Mooseheads (LHJMQ)              |
| 37 | Valentin Zykov (VF)          | Ryssland     | Los Angeles Kings (från Oilers)                  | Drakkar de Baie-Comeau (LHJMQ)          |
| 38 | Connor Hurley (C)            | USA          | Buffalo Sabres                                   | Edina Hornets                           |
| 39 | Laurent Dauphin (C)          | Kanada       | Phoenix Coyotes (från Devils)                    | Sagueneens de Chicoutimi (LHJMQ)        |
| 40 | Remi Elie (VF)               | Kanada       | Dallas Stars                                     | London Knights (OHL)                    |
| 41 | Robert Hägg (B)              | Sverige      | Philadelphia Flyers                              | Modo Hockey (SHL)                       |
| 42 | Steven Santini (B)           | USA          | New Jersey Devils (från Coyotes)                 | Boston College Eagles (NCAA)            |
| 43 | Nicolas Petan (C)            | Kanada       | Winnipeg Jets                                    | Portland Winterhawks (WHL)              |
| 44 | Tristan Jarry (MV)           | Kanada       | Pittsburgh Penguins (från Blue Jackets)          | Edmonton Oil Kings (WHL)                |
| 45 | Nick Sörensen (HF)           | Sverige      | Anaheim Ducks (från Islanders)                   | Remparts de Québec (LHJMQ)              |
| 46 | Gustav Olofsson (B)          | Sverige      | Minnesota Wild                                   | Green Bay Gamblers (USHL)               |
| 47 | Tommy Vannelli (B)           | USA          | St. Louis Blues (från Senators)                  | Minnetonka Skippers                     |
| 48 | Zach Nastasiuk (HF)          | Kanada       | Detroit Red Wings                                | Owen Sound Attack (OHL)                 |
| 49 | Gabryel Paquin-Boudreau (VF) | Kanada       | San Jose Sharks (från Rangers)                   | Drakkar de Baie-Comeau (LHJMQ)          |
| 50 | Dillon Heatherington (B)     | Kanada       | Columbus Blue Jackets (från Sharks via Penguins) | Swift Current Broncos (WHL)             |
| 51 | Carl Dahlström (B)           | Sverige      | Chicago Blackhawks (från Maple Leafs)            | Linköpings HC (SHL)                     |
| 52 | Justin Bailey (HF)           | USA          | Buffalo Sabres (från Blues)                      | Kitchener Rangers (OHL)                 |
| 53 | Madison Bowey (B)            | Kanada       | Washington Capitals                              | Kelowna Rockets (WHL)                   |
| 54 | Philippe Desrosiers (MV)     | Kanada       | Dallas Stars (från Canucks)                      | Océanic de Rimouski (LHJMQ)             |
| 55 | Artturi Lehkonen (VF)        | Finland      | Montreal Canadiens                               | KalPa (Liiga)                           |
| 56 | Marc-Olivier Roy (C)         | Kanada       | Edmonton Oilers (från Ducks)                     | Armada de Blainville-Boisbriand (LHJMQ) |
| 57 | William Carrier (VF)         | Kanada       | St. Louis Blues (från Kings via Oilers)          | Cape Breton Screaming Eagles (LHJMQ)    |
| 58 | Tyler Bertuzzi (VF)          | Kanada       | Detroit Red Wings (från Penguins via Sharks)     | Guelph Storm (OHL)                      |
| 59 | Eric Comrie (MV)             | Kanada       | Winnipeg Jets (kompensationsval)                 | Tri-City Americans (WHL)                |
| 60 | Linus Arnesson (B)           | Sverige      | Boston Bruins                                    | Djurgården Hockey (HA)                  |
| 61 | Zach Sanford (VF)            | USA          | Washington Capitals (från Blackhawks via Jets)   | Islanders Hockey Club (EJHL)            |

### Tredje rundan
Källa: 
| Nr | Spelare                   | Nationalitet | NHL–organisation                                       | College–/Junior–/Klubblag        |
| -- | ------------------------- | ------------ | ------------------------------------------------------ | -------------------------------- |
| 62 | Yan-Pavel Laplante (C)    | Kanada       | Phoenix Coyotes (från Panthers via Rangers och Sharks) | P.E.I. Rocket (LHJMQ)            |
| 63 | Spencer Martin (MV)       | Kanada       | Colorado Avalanche                                     | Mississauga Steelheads (OHL)     |
| 64 | Jonathan-Ismael Diaby (B) | Kanada       | Nashville Predators (från Lightning)                   | Tigres de Victoriaville (LHJMQ)  |
| 65 | Adam Tambellini (C)       | Kanada       | Rangers (från Predators)                               | Surrey Eagles (BCHL)             |
| 66 | Brett Pesce (B)           | USA          | Carolina Hurricanes                                    | New Hampshire Wildcats (NCAA)    |
| 67 | Keegan Kanzig (B)         | Kanada       | Calgary Flames                                         | Victoria Royals (WHL)            |
| 68 | Niklas Hansson (B)        | Sverige      | Dallas Stars (från Oilers)                             | Rögle BK (SHL)                   |
| 69 | Nicholas Baptiste (HF)    | Kanada       | Buffalo Sabres                                         | Sudbury Wolves (OHL)             |
| 70 | Eamon McAdam (MV)         | USA          | New York Islanders (från Devils via Wild)              | Waterloo Black Hawks (USHL)      |
| 71 | Connor Crisp (VF)         | Kanada       | Montreal Canadiens (från Stars)                        | Erie Otters (OHL)                |
| 72 | Tyrell Goulbourne (VF)    | Kanada       | Philadelphia Flyers                                    | Kelowna Rockets (WHL)            |
| 73 | Ryan Kujawinski (C)       | Kanada       | New Jersey Devils (från Coyotes)                       | Kingston Frontenacs (OHL)        |
| 74 | John Hayden (C)           | USA          | Chicago Blackhawks (från Jets)                         | Team USA (USHL)                  |
| 75 | Pavel Butjnevitj (VF)     | Ryssland     | New York Rangers (från Blue Jackets)                   | Severstal Tjerepovets (KHL)      |
| 76 | Taylor Cammarata (C/VF)   | USA          | New York Islanders                                     | Waterloo Black Hawks (USHL)      |
| 77 | Jake Guentzel (C)         | USA          | Pittsburgh Penguins (från Wild via Flyers och Stars)   | Sioux City Musketeers (USHL)     |
| 78 | Marcus Högberg (MV)       | Sverige      | Ottawa Senators                                        | Linköpings HC (SHL)              |
| 79 | Mattias Janmark-Nylén (C) | Sverige      | Detroit Red Wings                                      | AIK Hockey (SHL)                 |
| 80 | Anthony Duclair (VF)      | Kanada       | New York Rangers                                       | Remparts de Québec (LHJMQ)       |
| 81 | Kurtis Gabriel (HF)       | Kanada       | Minnesota Wild (från Sharks)                           | Owen Sound Attack (OHL)          |
| 82 | Carter Verhaeghe (C)      | Kanada       | Toronto Maple Leafs                                    | Niagara Icedogs (OHL)            |
| 83 | Bogdan Jakimov (C)        | Ryssland     | Edmonton Oilers (från Blues)                           | JHC Reaktor (MCL)                |
| 84 | Jimmy Lodge (C)           | Kanada       | Winnipeg Jets (från Capitals)                          | Saginaw Spirit (OHL)             |
| 85 | Cole Cassels (C)          | USA          | Vancouver Canucks (från Canucks via Panthers)          | Oshawa Generals (OHL)            |
| 86 | Sven Andrighetto (HF)     | Schweiz      | Montreal Canadiens                                     | Huskies de Rouyn-Noranda (LHJMQ) |
| 87 | Keaton Thompson (B)       | USA          | Anaheim Ducks                                          | Team USA (USHL)                  |
| 88 | Anton Slepysjev (VF)      | Ryssland     | Edmonton Oilers (från Kings)                           | Salavat Julajev Ufa (KHL)        |
| 89 | Oliver Bjorkstrand (HF)   | Danmark      | Columbus Blue Jackets (från Penguins)                  | Portland Winterhawks (WHL)       |
| 90 | Peter Cehlárik (VF)       | Slovakien    | Boston Bruins                                          | Luleå Hockey (SHL)               |
| 91 | J.C. Lipon (B)            | Kanada       | Winnipeg Jets (från Blackhawks)                        | Kamloops Blazers (WHL)           |

### Fjärde rundan
Källa: 
| Nr  | Spelare               | Nationalitet | NHL–organisation                                             | College–/Junior–/Klubblag        |
| --- | --------------------- | ------------ | ------------------------------------------------------------ | -------------------------------- |
| 92  | Evan Cowley (MV)      | USA          | Florida Panthers                                             | Wichita Falls Wildcats (NAHL)    |
| 93  | Mason Geertsen (B)    | Kanada       | Colorado Avalanche                                           | Vancouver Giants (WHL)           |
| 94  | Jackson Houck (HF)    | Kanada       | Edmonton Oilers (från Lightning via Blues)                   | Vancouver Giants (WHL)           |
| 95  | Felix Girard (C)      | Kanada       | Nashvhille Predators                                         | Drakkar de Baie-Comeau (LHJMQ)   |
| 96  | Kyle Platzer (C)      | Kanada       | Edmonton Oilers (från Hurricanes via Kings)                  | London Knights (OHL)             |
| 97  | Michael Downing (B)   | USA          | Florida Panthers (från Flames)                               | Dubuque Fighting Saints (USHL)   |
| 98  | Matt Buckles (C)      | Kanada       | Florida Panthers (från Oilers)                               | St. Michael's Buzzers (OJHL)     |
| 99  | Juuse Saros (MV)      | Finland      | Nashville Predators (från Sabres)                            | HPK (Liiga)                      |
| 100 | Miles Wood (VF)       | USA          | New Jersey Devils                                            | Noble and Greenough Bulldogs     |
| 101 | Nick Paul (VF)        | Kanada       | Dallas Stars                                                 | Brampton Battalion (OHL)         |
| 102 | Tobias Lindberg (HF)  | Sverige      | Ottawa Senators (från Flyers via Lightning)                  | Djurgården Hockey (HA)           |
| 103 | Justin Auger (HF)     | Kanada       | Los Angeles Kings (från Coyotes via Blue Jackets och Flyers) | Guelph Storm (OHL)               |
| 104 | Andrew Copp (C)       | USA          | Winnipeg Jets                                                | Michigan Wolverines (NCAA)       |
| 105 | Nick Moutrey (C/VF)   | Kanada       | Columbus Blue Jackets                                        | Saginaw Spirit (OHL)             |
| 106 | Stephon Williams (MV) | USA          | New York Islanders                                           | Minnesota State Mavericks (NCAA) |
| 107 | Dylan Labbe (B)       | Kanada       | Minnesota Wild                                               | Cataractes de Shawinigan (LHJMQ) |
| 108 | Ben Harpur (B)        | Kanada       | Ottawa Senators                                              | Guelph Storm (OHL)               |
| 109 | David Pope (VF)       | Kanada       | Detroit Red Wings                                            | West Kelowna Warriors (BCHL)     |
| 110 | Ryan Graves (B)       | Kanada       | New York Rangers                                             | PEI Rocket (LHJMQ)               |
| 111 | Robin Norell (B)      | Sverige      | Chicago Blackhawks (från Sharks via Blackhawks och Sharks)   | Djurgården Hockey (HA)           |
| 112 | Zach Pochiro (C)      | USA          | St. Louis Blues (från Maple Leafs via Predators)             | Prince George Cougars (WHL)      |
| 113 | Aidan Muir (F)        | Kanada       | Edmonton Oilers (från Blues)                                 | Victory Honda (MEHL)             |
| 114 | Jan Košťálek (B)      | Tjeckien     | Winnipeg Jets (från Capitals)                                | Océanic de Rimouski (LHJMQ)      |
| 115 | Jordan Subban (B)     | Kanada       | Vancouver Canucks                                            | Belleville Bulls (OHL)           |
| 116 | Martin Réway (HF)     | Slovakien    | Montreal Canadiens                                           | Olympiques de Gatineau (LHJMQ)   |
| 117 | Fredrik Bergvik (MV)  | Sverige      | San Jose Sharks (från Ducks via Maple Leafs och Blackhawks)  | Frölunda HC (SHL)                |
| 118 | Hudson Fasching (HF)  | USA          | Los Angeles Kings                                            | Team USA (USHL)                  |
| 119 | Ryan Segalla (B)      | USA          | Pittsburgh Penguins                                          | Salisbury Crimson Knights        |
| 120 | Ryan Fitzgerald (C)   | USA          | Boston Bruins                                                | Valley Jr. Warriors (EJHL)       |
| 121 | Tyler Motte (C)       | USA          | Chicago Blackhawks                                           | Team USA (USHL)                  |

### Femte rundan
Källa: 
| Nr  | Spelare                     | Nationalitet | NHL–organisation                                    | College–/Junior–/Klubblag               |
| --- | --------------------------- | ------------ | --------------------------------------------------- | --------------------------------------- |
| 122 | Christopher Clapperton (VF) | Kanada       | Florida Panthers                                    | Armada de Blainville-Boisbriand (LHJMQ) |
| 123 | Will Butcher (B)            | USA          | Colorado Avalanche                                  | Team USA (USHL)                         |
| 124 | Kristers Gudļevskis (MV)    | Lettland     | Tampa Bay Lightning                                 | HK Rīga (MHL)                           |
| 125 | Saku Mäenalanen (HF)        | Finland      | Nashvhille Predators                                | Kärpät (Liiga)                          |
| 126 | Brent Pedersen (VF)         | Kanada       | Carolina Hurricanes                                 | Kitchener Rangers (OHL)                 |
| 127 | Tucker Poolman (B)          | USA          | Winnipeg Jets (från Flames via Capitals)            | Wichita Falls Wildcats (NAHL)           |
| 128 | Evan Campbell (VF)          | Kanada       | Edmonton Oilers                                     | Langley Rivermen (BCHL)                 |
| 129 | Cal Petersen (MV)           | USA          | Buffalo Sabres                                      | Waterloo Black Hawks (USHL)             |
| 130 | Gustav Possler (VF)         | Sverige      | Buffalo Sabres (från Devils via Kings och Panthers) | Modo Hockey (SHL)                       |
| 131 | Cole Ully (VF)              | Kanada       | Dallas Stars                                        | Kamloops Blazers (WHL)                  |
| 132 | Terrance Amorosa (B)        | Kanada       | Philadelphia Flyers                                 | Holderness Blue Bulls                   |
| 133 | Connor Clifton (B)          | USA          | Phoenix Coyotes                                     | Team USA (USHL)                         |
| 134 | Luke Johnson (C)            | USA          | Chicago Blackhawks (från Jets)                      | Lincoln Stars (USHL)                    |
| 135 | Eric Roy (B)                | Kanada       | Calgary Flames (från Blue Jackets)                  | Brandon Wheat Kings (WHL)               |
| 136 | Victor Crus Rydberg (C)     | Sverige      | New York Islanders                                  | Linköpings HC (SHL)                     |
| 137 | Carson Soucy (B)            | Kanada       | Minnesota Wild                                      | Spruce Grove Saints (AJHL)              |
| 138 | Vincent Dunn (C)            | Kanada       | Ottawa Senators                                     | Foreurs de Val-d'Or (LHJMQ)             |
| 139 | Mitchell Wheaton (B)        | Kanada       | Detroit Red Wings                                   | Kelowna Rockets (WHL)                   |
| 140 | Teemu Kivihalme (B)         | USA          | Nashville Predators (från Rangers)                  | Burnsville Blaze                        |
| 141 | Michael Brodzinski (B)      | USA          | San Jose Sharks                                     | Muskegon Lumberjacks (USHL)             |
| 142 | Fabrice Herzog (HF)         | Schweiz      | Toronto Maple Leafs                                 | EV Zug (NLA)                            |
| 143 | Anthony Florentino (B)      | USA          | Buffalo Sabres (från Blues)                         | South Kent Cardinals                    |
| 144 | Blake Heinrich (B)          | USA          | Washington Capitals                                 | Sioux City Musketeers (USHL)            |
| 145 | Anton Cederholm (B)         | Sverige      | Vancouver Canucks                                   | Rögle BK (SHL)                          |
| 146 | Patrik Bartošák (MV)        | Tjeckien     | Los Angeles Kings (från Canadiens)                  | Red Deer Rebels (WHL)                   |
| 147 | Grant Besse (HF)            | USA          | Anaheim Ducks                                       | Omaha Lancers (USHL)                    |
| 148 | Jonny Brodzinski (HF)       | USA          | Los Angeles Kings                                   | St. Cloud State Huskies (NCAA)          |
| 149 | Matej Paulovič (VF)         | Slovakien    | Dallas Stars (från Penguins)                        | Färjestads BK (SHL)                     |
| 150 | Wiley Sherman (B)           | USA          | Boston Bruins                                       | Hotchkiss Bearcats                      |
| 151 | Gage Ausmus (B)             | USA          | San Jose Sharks (från Blackhawks)                   | Team USA (USHL)                         |

### Sjätte rundan
Källa: 
| Nr  | Spelare                | Nationalitet | NHL–organisation                  | College–/Junior–/Klubblag         |
| --- | ---------------------- | ------------ | --------------------------------- | --------------------------------- |
| 152 | Joshua Brown (B)       | Kanada       | Florida Panthers                  | Oshawa Generals (OHL)             |
| 143 | Ben Storm (B)          | USA          | Colorado Avalanche                | Muskegon Lumberjacks (USHL)       |
| 154 | Henri Ikonen (VF)      | Finland      | Tampa Bay Lightning               | Kingston Frontenacs (OHL)         |
| 155 | Emil Pettersson (C)    | Sverige      | Nashvhille Predators              | Timrå IK (SHL)                    |
| 156 | Tyler Ganly (B)        | Kanada       | Carolina Hurricanes               | Sault Ste. Marie Greyhounds (OHL) |
| 157 | Tim Harrison (HF)      | USA          | Calgary Flames                    | Dexter Varsity                    |
| 158 | Ben Betker (VF)        | Kanada       | Edmonton Oilers                   | Everett Silvertips (WHL)          |
| 159 | Sean Malone (C)        | USA          | Buffalo Sabres                    | Team USA (USHL)                   |
| 160 | Myles Bell (VF)        | Kanada       | New Jersey Devils                 | Kelowna Rockets (WHL)             |
| 161 | Chris Leblanc (HF)     | USA          | Ottawa Senators (från Stars)      | South Shore Kings (EJHL)          |
| 162 | Merrick Madsen (MV)    | USA          | Philadelphia Flyers               | Proctor Academy Hornets           |
| 163 | Brendan Burke (MV)     | USA          | Phoenix Coyotes                   | Portland Winterhawks (WHL)        |
| 164 | Dane Birks (B)         | Kanada       | Pittsburgh Penguins (från Jets)   | Merritt Centennials (BCHL)        |
| 165 | Markus Søberg (HF)     | Norge        | Columbus Blue Jackets             | Frölunda HC (SHL)                 |
| 166 | Alan Quine (C)         | Kanada       | New York Islanders                | Belleville Bulls (OHL)            |
| 167 | Avery Peterson (C)     | USA          | Minnesota Wild                    | Grand Rapids Thunderhawks         |
| 168 | Quentin Shore (C)      | USA          | Ottawa Senators                   | Denver Pioneers (NCAA)            |
| 169 | Marc McNulty (B)       | Kanada       | Detroit Red Wings                 | Prince George Cougars (WHL)       |
| 170 | Mackenzie Skapski (MV) | Kanada       | New York Rangers                  | Kootenay Ice (WHL)                |
| 171 | Tommy Veilleux (VF)    | Kanada       | Nashville Predators (från Sharks) | Tigres de Victoriaville (LHJMQ)   |
| 172 | Antoine Bibeau (HF)    | Kanada       | Toronto Maple Leafs               | P.E.I. Rocket (LHJMQ)             |
| 173 | Santeri Saari (B)      | Finland      | St. Louis Blues                   | Jokerit (Liiga)                   |
| 174 | Brian Pinho (C)        | USA          | Washington Capitals               | St. John's Prep Eagles            |
| 175 | Mike Williamson (B)    | Kanada       | Vancouver Canucks                 | Spruce Grove Saints (AJHL)        |
| 176 | Jeremy Gregoire (C)    | Kanada       | Montreal Canadiens                | Drakkar de Baie Comeau (LHJMQ)    |
| 177 | Miro Aaltonen (C)      | Finland      | Anaheim Ducks                     | Esbo Blues (Liiga)                |
| 178 | Zac Leslie (B)         | Kanada       | Los Angeles Kings                 | Guelph Storm (OHL)                |
| 179 | Blaine Byron (C)       | Kanada       | Pittsburgh Penguins               | Smiths Falls Bears (CCHL)         |
| 180 | Anton Blidh (VF)       | Sverige      | Boston Bruins                     | Frölunda HC (SHL)                 |
| 181 | Anthony Louis (C)      | USA          | Chicago Blackhawks                | Team USA (USHL)                   |

### Sjunde rundan
Källa: 
| Nr  | Spelare                  | Nationalitet | NHL–organisation                              | College–/Junior–/Klubblag         |
| --- | ------------------------ | ------------ | --------------------------------------------- | --------------------------------- |
| 182 | Aleksi Mäkelä (B)        | Finland      | Dallas Stars (från Panthers)                  | Ilves (Liiga)                     |
| 183 | Wilhelm Westlund (B)     | Sverige      | Colorado Avalanche                            | Färjestads BK (SHL)               |
| 184 | Saku Salminen (C)        | Finland      | Tampa Bay Lightning                           | Jokerit (Liiga)                   |
| 185 | Wade Murphy (HF)         | Kanada       | Nashvhille Predators                          | Penticton Vees (BCHL)             |
| 186 | Joël Vermin (HF)         | Schweiz      | Tampa Bay Lightning (från Hurricanes)         | SC Bern (NLA)                     |
| 187 | Rushan Rafikov (B)       | Ryssland     | Calgary Flames                                | Loko Jaroslav (MHL)               |
| 188 | Gregory Chase (C/HF)     | Kanada       | Edmonton Oilers                               | Calgary Hitmen (WHL)              |
| 189 | Eric Locke (C)           | Kanada       | Buffalo Sabres                                | Saginaw Spirit (OHL)              |
| 190 | Brenden Kichton (B)      | Kanada       | Winnipeg Jets (från Devils)                   | Spokane Chiefs (WHL)              |
| 191 | Dominik Kubalík (VF)     | Tjeckien     | Ottawa Senators (från Stars)                  | Sudbury Wolves (OHL)              |
| 192 | David Drake (B)          | USA          | Philadelphia Flyers                           | Des Moines Buccaneers (USHL)      |
| 193 | Jedd Soleway (C)         | Kanada       | Phoenix Coyotes                               | Penticton Vees (BCHL)             |
| 194 | Marcus Karlström (B)     | Sverige      | Winnipeg Jets                                 | AIK Hockey (SHL)                  |
| 195 | Peter Quenneville (C/HF) | Kanada       | Columbus Blue Jackets                         | Dubuque Fighting Saints (USHL)    |
| 196 | Kyle Burroughs (B)       | Kanada       | New York Islanders                            | Regina Pats (WHL)                 |
| 197 | Nolan De Jong (B)        | Kanada       | Minnesota Wild                                | Victoria Grizzlies (BCHL)         |
| 198 | John Gilmour (B)         | Kanada       | Calgary Flames (från Senators via Blackhawks) | Providence Friars (NCAA)          |
| 199 | Hampus Melén (HF)        | Sverige      | Detroit Red Wings                             | Tingsryds AIF (HA)                |
| 200 | Alexandre Belanger (MV)  | Kanada       | Minnesota Wild (från Rangers)                 | Huskies de Rouyn-Noranda (LHJMQ)  |
| 201 | Jacob Jackson (C)        | USA          | San Jose Sharks                               | Tartan Titans                     |
| 202 | Andreas Johnson (HF)     | Sverige      | Toronto Maple Leafs                           | Frölunda HC (SHL)                 |
| 203 | Janne Juvonen (MV)       | Finland      | Nashville Predators (från Blues)              | Pelicans (Liiga)                  |
| 204 | Tyler Lewington (B)      | Kanada       | Washington Capitals                           | Medicine Hat Tigers (WHL)         |
| 205 | Miles Liberati (B)       | Kanada       | Vancouver Canucks                             | London Knights (OHL)              |
| 206 | MacKenzie Weegar (B)     | Kanada       | Florida Panthers (från Canadiens)             | Halifax Mooseheads (LHJMQ)        |
| 207 | Emil Galimov (VF)        | Ryssland     | San Jose Sharks (från Ducks via Avalanche)    | Lokomotiv Jaroslavl (KHL)         |
| 208 | Anthony Brodeur (MV)     | USA          | New Jersey Devils (från Kings)                | Shattuck-St. Mary's Sabres        |
| 209 | Troy Josephs (VF)        | Kanada       | Pittsburgh Penguins                           | St. Michael's Buzzers (OJHL)      |
| 210 | Mitchell Dempsey (VF)    | Kanada       | Boston Bruins                                 | Sault Ste. Marie Greyhounds (OHL) |
| 211 | Robin Press (B)          | Sverige      | Chicago Blackhawks                            | Södertälje SK (HA)                |

## Draftade spelare per nationalitet
| Nr | Nationalitet | Antal draftval | %     |
|    | Nordamerika  | 153            | 72,5% |
| -- | ------------ | -------------- | ----- |
| 1  | Kanada       | 100            | 47,4% |
| 2  | USA          | 53             | 25,1% |
|    | Europa       | 58             | 27,5% |
| 3  | Sverige      | 25             | 11,8% |
| 4  | Finland      | 11             | 5,2%  |
| 5  | Ryssland     | 8              | 3,8%  |
| 6  | Schweiz      | 4              | 1,9%  |
|    | Slovakien    | 4              | 1,9%  |
| 8  | Tjeckien     | 3              | 1,4%  |
| 9  | Danmark      | 1              | 0,5%  |
|    | Lettland     | 1              | 0,5%  |
|    | Norge        | 1              | 0,5%  |